# Új-Zéland főkormányzóinak listája

## Kormányzók
| Rangsor | Név                                          | Hivatali ideje |
| ------- | -------------------------------------------- | -------------- |
| 1       | William Hobson                               | 1840 – 1842    |
| 2       | Robert FitzRoy                               | 1843 – 1845    |
| 3       | George Edward Grey                           | 1845 – 1855    |
| 4       | Thomas Gore Brown                            | 1855 – 1861    |
|         | George Edward Grey                           | 1861 – 1868    |
| 5       | George Ferguson Bowen                        | 1868 – 1873    |
| 6       | James Fergusson                              | 1873 – 1874    |
| 7       | George Phipps, Normanby második márkija      | 1875 – 1879    |
| 8       | Hercules Robinson, Rosmead első bárója       | 1879 – 1880    |
| 9       | Arthur Hamilton-Gordon, Stanmore első bárója | 1880 – 1882    |
| 10      | William Jervois                              | 1883 – 1889    |
| 11      | William Onslow, Onslow negyedik grófja       | 1889 – 1892    |
| 12      | David Boyle, Glasgow hetedik grófja          | 1892 – 1897    |
| 13      | Uchter Knox, Ranfurly ötödik grófja          | 1897 – 1904    |
| 14      | William Plunket, Plunket ötödik bárója       | 1904 – 1910    |
| 15      | John Poynder Dickson, Islington első bárója  | 1910 – 1912    |
| 16      | Arthur Foljambe, Liverpool második grófja    | 1912 – 1917    |

## Főkormányzók
| Rangsor | Név                                                  | hivatali ideje                              |
| ------- | ---------------------------------------------------- | ------------------------------------------- |
| 16      | Arthur Foljambe, Liverpool második grófja            | 1917. június 28. – 1920. július 8.          |
| 17      | John Jellicoe Jellicoe első grófja                   | 1920. szeptember 27. – 1924. december 12.   |
| 18      | Charles Fergusson                                    | 1924. december 13. – 1930. február 8.       |
| 19      | Charles Bathurst, Bledisloe első várgrófja           | 1930. március 19. – 1935. március 15.       |
| 20      | George Monckton-Arundell, Galway nyolcadik várgrófja | 1935. április 12. – 1941. február 3.        |
| 21      | Cyril Newall, Newall első bárója                     | 1941. február 22. – 1946. április 19.       |
| 22      | Bernard Freyberg, Freyberg első bárója               | 1946. június 17. – 1952. augusztus 15.      |
| 23      | Charles Norrie, Norrie első bárója                   | 1952. december 2. – 1957. július 25.        |
| 24      | Charles Lyttelton Cobham tizedik várgrófja           | 1957. szeptember 5. – 1962. szeptember 13.  |
| 25      | Bernard Fergusson, Ballantrae bárója                 | 1962. november 9. – 1967. október 20.       |
| 26      | báró Arthur Porritt                                  | 1967. december 1. – 1972. szeptember 7.     |
| 27      | Denis Blundell                                       | 1972. szeptember 27. – 1977. október 5.     |
| 28      | Keith Holyoake                                       | 1977. október 26. – 1980. október 25.       |
| 29      | David Beattie                                        | 1980. november 6. – 1985. november 21.      |
| 30      | Paul Reeves                                          | 1985. november 22. – 1990. november 19.     |
| 31      | Catherine Tizard                                     | 1990. november 20. – 1996. március 20.      |
| 32      | Michael Hardie Boys                                  | 1996. március 21. – 2001. március 21.       |
| 33      | Silvia Cartwright                                    | 2001. április 4. – 2006. augusztus 4.       |
| 34      | Anand Satyanand                                      | 2006. augusztus 23. – 2011. augusztus 23.   |
| 35      | Jerry Mateparae                                      | 2011. augusztus 31. – 2016. augusztus 31.   |
| 36      | Patsy Reddy                                          | 2016. szeptember 28. – 2021. szeptember 28. |
| 37      | Cindy Kiro                                           | 2021. október 21. –                         |